# 漢人 (元朝)
漢人是中國元朝的四類人民之一，又被称为“汉儿”，是指居住在原来金朝汉地以及四川云贵一带的居民。传统觀点认为，元朝的蒙古統治者將元朝境內的人區分為四類人，從上至下的地位排序為蒙古人、色目人、漢人、南人。
由於元朝政府所分類的“汉人”是指南宋時期分布在金朝、西夏（黨項人被认为是色目人）、高麗境內及今四川、云南两地区的居民，因此當中包括漢族人、女真人、契丹人、朝鲜人等民族，而這些人會講一種被稱為“漢兒言語”的語言
元末明初陶宗仪的《南村辍耕录》记载“汉人八种：契丹、高丽、女真、竹因歹、里阔歹、竹温、竹亦歹、渤海”。里阔歹、竹赤歹是女真的重复（蒙古人的叫法），竹因歹、竹温又是乣－札忽歹的重复，其中札忽歹是对蒙古语中“汉儿”的音译。辽金两朝尚视乣为“杂人”、“异类”，到元朝被蒙古人歸納為“汉人”，表明了蒙古族的“汉人”的概念以及当时东北、华北、黄河流域一带的民族构成，而由华南各地土著民族（包括汉族在內）則被蒙古人歸類為「南人」，於是漢族人在元代被劃分為「漢人」、「南人」兩等。
有研究指出，在北方地區（华北、黄河流域）的108个达鲁花赤（为了蒙古本部之外的区域而设的一種体制）中并没有南人，然而在北方州县蒙古人达鲁花赤的数量甚至低于汉人（或與「族不详者」有關），而色目人的比例大约四成。但北方的长官显然还是颇为依赖色目人，而不是相对多数的汉人。
終元一代，全國上下达鲁花赤的族群结构变动不大，都是以色目人为主，蒙古人为辅，说明了忽必烈立下的族群用人定制在路以下无法执行，由色目人取代了蒙古人应该担任的官职，而南北汉族人皆难任此官，說明达鲁花赤所代表的政治特性从未有過根本改變。